# Eparchia rossoszańska
Eparchia rossoszańska – jedna z eparchii Rosyjskiego Kościoła Prawosławnego, z siedzibą w Rossoszy. 
Eparchia została erygowana na posiedzeniu Świętego Synodu Rosyjskiego Kościoła Prawosławnego 26 grudnia 2013 poprzez wydzielenie z eparchii woroneskiej i borisoglebskiej i jako składowa metropolii woroneskiej. Należą do niej parafie w granicach rejonów boguczarskiego, kałaczejewskiego, kamieńskiego, kantiemirowskiego, olchowackiego, ostrogoskiego, pawłowskiego, pietropawłowskiego, podgornieńskiego, riepjewskiego, rossoszańskiego, wierchniemamonowskiego i worobjewskiego obwodu woroneskiego.

## Dekanaty
W skład eparchii wchodzi 10 dekanatów:
- boguczarski;
- kałaczejewski;
- kamieński;
- ostrogoski;
- pawłowski;
- pietropawłowski;
- riepjowski;
- rossoszański;
- worobjowski

oraz monasterski.

## Monastery
Na terenie eparchii działają dwa monastery:
- monaster Zmartwychwstania Pańskiego w Biełogoriu, męski
- monaster Przemienienia Pańskiego w Kostomarowie, żeński

## Biskupi rossoszańscy
- Andrzej (Tarasow), 2013-2020[1][4]
- Dionizy (Szumilin), od 2022[5]